# 塔里耶森 (事務所)

塔里耶森（Taliesin /ˌtæliˈɛsɪn/），靠近美國威斯康辛州春綠村，是該國建築師法蘭克·洛伊·萊特的夏日居所和建築師事務所。1909年萊特離開他第一任妻子凱瑟琳·托賓和位於橡樹園的住家。自1911年後開始建造塔里耶森，作為住所及事務所。萊特背離家庭、打造他塔里耶森背後的動機是與梅瑪·錢尼（其丈夫埃德溫·錢尼曾是來特的客戶）的外遇。萊特另一處作為冬日住所的西塔里耶森位於亞利桑那州的斯科茨代爾。許多極為著名的建築設計在此完成，包括落水山莊、古根漢美術館、詹森公司總部等作品。